# Loasa malesherbioides
Loasa malesherbioides är en brännreveväxtart som beskrevs av Rodolfo Amando Philippi. Loasa malesherbioides ingår i släktet Loasa och familjen brännreveväxter. Inga underarter finns listade i Catalogue of Life.